# Valentin Zukovsky
Valentin Zukovsky är en rollfigur i två James Bond-filmer spelad av Robbie Coltrane.
Valentin Zukovsky är en före detta KGB-/FSB-agent. Han haltar eftersom James Bond tidigare har skjutit honom i ena benet. Han producerar kaviar (Beluga) och äger ett kasino. Han dödas av Elektra King när han skall frita James Bond som är fången på Elektra Kings residens.
Zukovsky förekommer i filmerna Goldeneye och Världen räcker inte till.